# جمیز استین
جمیز استین (انگلیسی: James Steen; ۱۹ نوامبر ۱۸۷۶ – ۲۵ ژوئن ۱۹۴۹) بازیکن واترپلو اهل ایالات متحده آمریکا بود.